# Rojiște
Rojişte es una comuna ubicada en el distrito de Dolj, Rumania.

## Superficie
Posee una superficie de 32,85 kilómetros cuadrados.

## Demografía
Hasta 2021 la población era de 2498 habitantes, con una densidad de población de 76,04 habitantes por kilómetro cuadrado.